# Gerberge de Bourgogne
Gerberge de Bourgogne, née en 965 ou 966 et morte le 7 juillet 1018 ou 1019, est une princesse de l'ancienne maison Welf, fille du roi Conrad III de Bourgogne. Elle est d'abord mariée au  comte Herman Ier de Werl puis fut duchesse consort de Souabe par son deuxième mariage avec le duc Hermann II.

## Biographie
Née à Arles[réf. nécessaire], Gerberge est la fille aînée de Conrad III (v.925-993), roi de Bourgogne depuis 937, et de sa seconde épouse, Mathilde (943-992), fille de Louis IV d'Outremer et Gerberge de Saxe. Elle avait pour tante paternelle l'impératrice Adélaïde. Par sa mère, elle est parente avec l'empereur Otton Ier, le roi Lothaire de France et Charlemagne. 

### Premier mariage
Gerberge épouse Herman I, comte de Werl en Westphalie, vers 978,,. Herman de Werl meurt entre 985 et 988. De leur union naîtront les enfants suivants : 
- Herman II, comte de Werl (vers 980-1025) ;
- Rudolf (ou Liudolf) de Werl (vers 982/6-1044) ;
- Bernard I de Werl (vers 983-1027).

### Deuxième mariage
Gerberge épouse Hermann II, duc de Souabe issu des Conradiens, en 988. De leur union naîtront les enfants suivants : 
- Mathilde de Souabe[7], qui épouse le duc Conrad de Carinthie puis le duc Frédéric II de Lorraine et possiblement le comte Esico de Ballenstedt (maison d'Ascanie) ;
- Gisèle de Souabe, qui épouse le comte Bruno Ier de Brunswick puis le duc Ernest Ier de Souabe et Conrad II le Salique, devenue reine consort de Germanie puis impératrice consort du Saint-Empire ;
- Hermann III, qui succède à son père en 1003, mais meurt jeune en 1012 ;
- Berthold (992–993) ;
- Béatrice (?) (décédée après le 25 février 1025), mariée à Adalbert d'Eppenstein[8].

### Activités caritatives

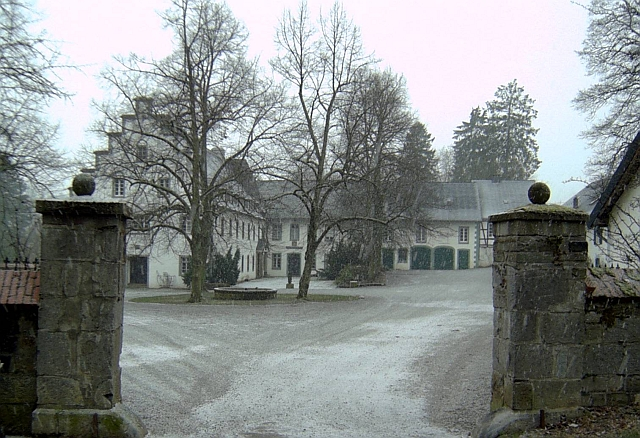
Manoir de Stockhausen.

En septembre 997, l'empereur Otto III fait don du domaine de Stockhausen au couvent de Meschede à la suite de l'intervention de Gerberge. Stockhausen était situé dans le Gau de Lochtrop, qui faisait partie du comté de Werl. En 997, le comté est dirigé par Herman II de Werl, fils du premier mariage de Gerberge. Les comtes ont des liens de longue date avec ce monastère. Le père d'Herman II, Herman Ier de Werl, était un partisan de Meschede. L'un de ses ancêtres, également appelé Herman, a également agi en tant que défenseur de Meschede en 913. Meschede a peut-être été fondée par Emhilids, l'un des ancêtres d'Herman au IXe siècle. 
En mai 1000, Otto III crée une ordonnance mettant le monastère féminin d'Oedingen sous sa protection. L’ordonnance indique qu'Oedingen, qui était située dans le Gau de Lochtrop, dans le comté de Werl, avait été fondée par Gerberge, avec la permission de son fils, Herman II de Werl. En 1042, la petite-fille de Gerberge, également appelée Gerberge (elle était la fille d'Herman II de Werl), devint abbesse d'Oedingen.

## Décès
Gerberge est décédée en Nordgau. Une entrée en nécrologie indique qu'elle est décédée le 7 juillet, probablement en 1018 ou 1019.